# Siège de Gand (1708)
Pour les articles homonymes, voir Siège de Gand.
Campagnes de Flandre et du Rhin
- Landau (1702)
- Friedlingen (1702)
- Kehl (1703)
- Ekeren (1703)
- Höchstädt (1703)
- Spire (1703)
- Schellenberg (Donauworth) (1704)
- Blenheim (1704)
- Landau (1704)
- Vieux-Brisach (1704)
- Eliksem (1705)
- Ramillies (1706)
- Stollhofen (1707)
- Cap Béveziers (1707)
- Cap Lizard (1707)
- Audenarde (1708)
- Wynendaele (1708)
- Lille (1708)
- Gand (1708)
- Malplaquet (1709)
- Douai (1710)
- Bouchain (1711)
- Denain (1712)
- Bouchain (1712)
- Douai (1712)
- Landau (1713)
- Fribourg (1713)

Campagnes d'Italie
- Carpi (1701)
- Chiari (1701)
- Crémone (1702)
- Luzzara (1702)
- Verceil (1704)
- Cassano (1705)
- Nice (1705-1706)
- Calcinato (1706)
- Turin (1706)
- Castiglione (1706)
- Toulon (1707)
- Gaeta (1707)
- Cesana (1708)
- Syracuse (1710)

Campagnes d'Espagne et de Portugal
- Cadix (1702)
- Vigo (navale 1702)
- Cap de la Roque (1703)
- Gibraltar (août 1704)
- Ceuta (1704) (es)
- Málaga (1704)
- Gibraltar (1704-1705)
- Marbella (1705)
- Montjuïc (1705)
- Barcelone (1705)
- Badajoz (1705)
- Barcelone (1706)
- Murcie (1706) (es)
- El Albujón (1706) (es)
- Santa Cruz de Ténérife (1706) (en)
- Almansa (1707)
- Xàtiva (1707)
- Ciudad Rodrigo (1707) (en)
- Lérida (1707)
- Tortosa (1708)
- Minorque (1708)
- Gudiña (1709)
- Almenar (1710)
- Saragosse (1710)
- Brihuega (1710)
- Villaviciosa (1710)
- Barcelone (1713-1714)

Campagnes de Hongrie
- Saint-Gotthard (1703) (en)
- Biskupice (1704) (en)
- Smolenice (1704) (en)
- Koroncó (1704) (en)
- Zsibó (1705) (en)
- Saint-Gotthard (1705) (en)
- Trenčín (1708) (en)

Antilles et Amérique du sud
- Santa Marta (1702)
- Guadeloupe (1703)
- Nassau (1703)
- Colonia del Sacramento (1704)
- Carthagène (1708)
- Rio (1710)
- Carthagène (1711)
- Rio (1711)
- Cassard (1712)

Le siège de Gand est un épisode de la guerre de Succession d'Espagne lors duquel le duc John Churchill de Marlborough assiège la ville de Gand du 18 au 30 décembre 1708, date à laquelle le gouverneur Charles de La Mothe capitule.

## Contexte
La guerre de Succession d'Espagne est déclenchée par la mort de Charles II d'Espagne (1700), qui n'a pas d'enfant. Il lègue le trône d'Espagne à Philippe d'Anjou, membre de la maison française de Bourbon, mais l'empereur des Habsbourg Charles VI, archiduc d'Autriche, estime également pouvoir revendiquer le trône. La Grande Alliance (nl), formée par Royaume de Grande-Bretagne, la République des Provinces-Unies, le Saint-Empire romain germanique et les Habsbourg d'Espagne, déclare alors la guerre à la France et aux Bourbons d'Espagne en mai 1702.

## Prélude
Lors de la campagne de 1708, le duc de Marlborough, commandant de l'armée de l'Alliance aux Pays-Bas, projette avec les commandants hollandais d'attaquer les Français avec toutes leurs forces. Ils sont surpris lorsque les Français capturent Gand le 8 juillet et contrôlent ainsi les voies navigables flamandes. Pour ne pas laisser Bruxelles sans défense, Marlborough remporte des victoires sur les Français à la bataille d'Audenarde (11 juillet) et au siège de Lille (12 août - 10 décembre), au prix toutefois d'énormes pertes (estimées à 15 000).
Heureusement pour les Alliés, les Français avaient mal sécurisé la ville de Gand et l'avaient tout aussi mal approvisionnée : elle n'avait les réserves nécessaires que pour assurer sa défense pendant deux mois.

## Le siège
Après la défaite de Lille, le roi de France Louis XIV renvoie son armée à ses quartiers d'hiver. Pendant ce temps, le commissaire politique frison Sicco van Goslinga persuade le général Marlborough de poursuivre la campagne et de reprendre Gand.
Le général français de La Mothe, à la tête de 15 000 hommes, reçoit l'ordre de défendre la ville jusqu'au dernier homme.
Le général Marlborough prend personnellement la direction du siège et arrive à l'extérieur de Gand le 11 décembre. Il désigne une force d'attaque sur chacun des trois points d'accès à la ville : la première sous le commandement du prince héréditaire de Hesse, la seconde sous le général prussien Carl von Lottum et la troisième sous le duc de Wurtemberg.
L'armée de l'Alliance termine ses tranchées le 24 décembre et lance une attaque le lendemain. Celle-ci repoussée.
Le lendemain, 2 000 Français tentent une sortie contre le duc de Wurtemberg et affrontent deux régiments anglais, mais ils doivent bientôt battre en retraite.
Le 27, les assiégeants prennent Fort Rouge (nl), faisant 200 prisonniers.
Le 28 décembre, les assiégeants ont déployé leur artillerie et bombardent la ville avec des mortiers. Le gouverneur de Gand, le comte de La Mothe, envoie alors des soldats avec un drapeau blanc à Marlborough avec les conditions de reddition. Comme aucune armée de secours ne vient à son secours, il cède la ville à Marlborough.
Dans une lettre au Secrétaire d'État Henry Boyle, Marlborough décrit qu'il a fallu aux défenseurs français « de dix heures du matin à sept heures du soir » pour nettoyer la ville.

## Conséquences
Le général de La Mothe quitte la ville pour Tournai avec 30 bataillons et 16 escadrons. Le duc d'Argyll est placé dans la ville avec 6 escadrons en garnison.
La garnison de Bruges du marquis de Puyguyon quitte volontairement la ville, tandis que les petites garnisons de Plassendale et Leffinge sont évacuées.
Quelques jours seulement après la prise de Gand, un hiver rigoureux s'installe : selon l'historien Jamel Ostwald, il s'agit de « l'un des plus cruels de mémoire contemporaine ». Il n'y aura plus de combats aux Pays-Bas jusqu'au mois de juin suivant.